# Lotyšská osvobozenecká válka
Lotyšská osvobozenecká válka, příp. Lotyšská válka za nezávislost (lotyšsky Latvijas brīvības cīņas) byla sérií konfliktů, kde na jedné straně stála armáda nově vzniklého lotyšského státu a na druhé bolševické Rusko a nezávisle na něm i jednotky místních baltských Němců. Válka vypukla 5. prosince 1918 po vyhlášení lotyšské nezávislosti a skončila podpisem Rižského míru v srpnu 1920, který zaručoval Lotyšům existenci jejich nového státu.

## Příčiny války
Před první světovou válkou bylo celé území dnešního Lotyšska součástí Ruského impéria. Rusové se pokoušeli místní lotyšskou populaci rusifikovat a Lotyši neměli žádnou moc na chodu vlastního území. Po vypuknutí války Němci zaútočili na území Litvy a fronta mezi carskou armádou a německým vojskem ustálila až na území Lotyšska. V roce 1917 vznikla Provizorní livonská rada na území neokupovaném Němci a první volby do ní vyhráli bolševici. Po Říjnové revoluci moc bolševiků výrazně vzrostla, a začali tak likvidovat veškeré odpůrce. Při další německé ofenzívě v roce 1917 byla dobyta Riga a v únoru 1918 už Německo ovládalo celé území Lotyšska. Bolševické Rusko využilo odporu Lotyšů k carskému režimu a prezentovalo Německé císařství jako stejné zlo. Podařilo se tak vytvořit lotyšskou armádu, která bojovala proti Němcům po boku bolševiků.
Německá armáda na východní frontě dominovala a bolševici byli nuceni uzavřít v roce 1918 Brestlitevský mír. Sovětské Rusko tak podstoupilo Německu Estonsko, Lotyšsko a velkou část Ukrajiny. V Pobaltí byl vytvořen německý loutkový stát Spojené baltské vévodství, ve kterém držela moc místní německá šlechta. Hlavním městem se stala Riga.

## Průběh války

### 1918

Situace v roce 1918 (německá armáda oranžově, estonská armáda fialově)

11. listopadu 1918 oficiálně skončila první světová válka, a tím byl anulován i Brestlitevský mír. Německá armáda, která do té doby celé Pobaltí okupovala, se začala stahovat zpátky do Německa a vzniklo tak mocenské vakuum. Dne 17. listopadu 1918 se sešel první lotyšský zákonodárný orgán pod jménem "Lotyšská lidová rada" a vznikla tak provizorní vláda. Předsedou se stal pozdější první prezident Lotyšska Jānis Čakste a premiérem Kārlis Ulmanis. Lotyšsko vyhlásilo oficiálně nezávislost o den později v Rize.
Spojené baltské vévodství se v podstatě zhroutilo a jeho Regentská rada byla na konci listopadu 1918 rozpuštěna. Místní Němci ale nebyli odhodláni se vzdát a vytvořili společně se zbývajícími jednotkami německého císařství Zeměbranu (německy: Baltische Landeswehr), která začala bojovat proti nově vzniklému státu.
Nestabilní situace využili bolševici, kteří chtěli celé Pobaltí opět připojit k Rusku. Na začátku prosince 1918 zaútočila Rudá armáda na Lotyšsko a 17. prosince 1918 vznikla v sovětském Rusku vláda tzv. Lotyšské socialistické sovětské republiky. Tato exilová vláda byla zformována lotyšskými komunisty, kteří chtěli zavést vládu proletariátu v Lotyšsku. Do jejího čela se postavil právník Pēteris Stučka.

### 1919
Nově zformovaný lotyšský stát neměl vybudovanou silnou armádu, takže od začátku války šel od porážky k porážce. Početně větší a lépe vyzbrojená sovětská armáda donutila prozatímní vládu k ústupu do Liepāji na západ země. Lotyši se v nastalé situaci spojili s dříve nepřátelskou německou Zeměbranou. Přesto ale na konci ledna 1919 ovládala prozatímní vláda už jen Liepāju a její blízké okolí. Spojenému vojsku Lotyšů a Němců se ale nakonec podařilo zastavit sovětský postup a stabilizovat frontu. V březnu spojenecká armáda Lotyšů a Němců přešla do protiútoku a postoupila až k městu Saldus. Rudá armáda začala mít výrazné problémy se svou lotyšskou částí, protože Lotyši už nebojovali proti Němcům, ale i proti vlastním lidem.
Postupu spojených lotyšsko-německých vojsk využila německá šlechta a vyvolala v Liepāje puč. Převzala moc v prozatímní vládě a členové svržené lotyšské prozatímní vlády se zachránili pouze úprkem na parník Saratow. Nová vláda ale nezískala podporu žádného evropského státu ani místního obyvatelstva. Tím spojenectví Lotyšů s Němci definitivně skončilo. Německá Zeměbrana v květnu 1919 obsadila Rigu, a tak Lotyšsko v krizové situaci požádalo o pomoc Estonsko. Estonská vláda odpověděla vysláním 3. divize pod velením generála Ernsta Põddera. Němci mezitím dorazili k městu Cēsis na severu Lotyšska. Zde došlo k jedné z největších a nejdůležitějších bitev jak Lotyšské, tak i Estonské osvobozenecké války, která vešla do dějin jako bitva o Cēsis. Spojenecká vojska Lotyšska a Estonska dokázala porazit německou Zeměbranu, která utrpěla obrovské ztráty. Debakl u Cēsis donutil Němce podepsat klid zbraní a předat Rigu do lotyšských rukou.
Zbytky Zeměbrany se začlenily do Západoruské dobrovolnické armády, kterou vedl kozácký vůdce Pavel Bermondt-Avalov. Armáda byla sice součástí armád bělogvardějců, které bojovaly proti bolševikům, ale její vojáci byli z tří čtvrtin Němci (bývalí ruští zajatci nebo vojáci poražené Zeměbrany). Takže Bermondt-Avalov se spíše zabýval potlačováním národnostních hnutí v Pobaltí, než bojem s bolševiky. V říjnu zahájila Západní ruská dobrovolnická armáda útok na Rigu. Útok byl však neúspěšný a bělogvardějci museli zanedlouho čelit protiútoku spojené armády Lotyšska a Estonska, která byla podporována britským námořnictvem. V listopadu byla Lotyši osvobozena Riga a dobrovolnická armáda byla definitivně rozprášena u Radviliškis v Litvě. Zbytky dobrovolnické armády byly následně evakuovány do Německa.

Průběh roku 1919 (sovětská armáda růžově, lotyšská žlutě, německá oranžově, estonská fialově, litevská zeleně, polská modře)
Březen
Duben
Červen
Listopad

### 1920
Po zažehnání hrozby ze strany Němců se pozornost Lotyšů upřela na východ země, který byl pod kontrolou bolševiků. Lotyši našli velice významné spojence v Polácích. Nově vzniklá Druhá Polská republika už od počátku své existence bojovala se sovětským Ruskem o území mezi Vilniusem a Lvovem. Spojené vojsko Poláků a Lotyšů se postavilo bolševické armádě v bitvě u Daugavpilsu, kde dosáhli spojenci drtivého vítězství. Rusko bylo nuceno požádat Polsko o klid zbraní a stáhlo se z území Lotyšska. V půlce ledna rezignovala vláda Lotyšské socialistické sovětské republiky a její vůdci prchli do Ruska.

## Konec války

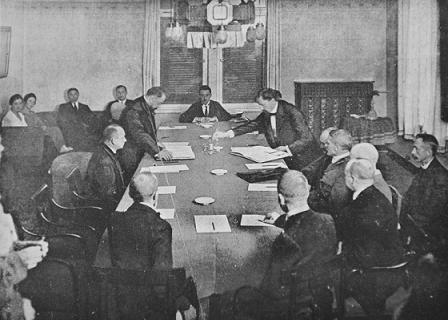
Podpis lotyšsko-sovětské mírové smlouvy

V dubnu 1920 se konaly první svobodné volby a lotyšský parlament se poprvé sešel 1. května 1920. V červnu byl podepsán mír s Německem a 11. srpna 1920 oficiálně válka s Ruskem skončila Rižským mírem. Mírová smlouva obsahovala dokument s 25 odstavci. První částí dokumentu bylo zaručení míru po podpisu smlouvy, druhá deklarovala nezávislost Lotyšska a třetí určovala vymezení státních hranic mezi Ruskem a Lotyšskem. V odstavcích 11–16 se Rusko zavazuje zaplatit Lotyšsku a jeho občanům reparace.